# Лысак, Владимир Моисеевич
Владимир Моисеевич Лысак (1925 — 1997) — советский гвардии сержант, снайпер 8-й стрелковой роты 160-го гвардейского стрелкового полка, 54-й гвардейской стрелковой дивизии, 3-го гвардейского стрелкового корпуса, 28-й армии, 3-го Белорусского фронта. Полный кавалер Ордена Славы.

## Биография
Родился 16 августа 1925 года с. Дуниновка, Черкасская область, УССР в крестьянской семье. После получения незаконченного среднего образования работал в колхозе.
С 1943 года призван в ряды РККА и  направлен в действующую армию — стрелок, снайпер 8-й стрелковой роты 160-го гвардейского стрелкового полка, 54-й гвардейской стрелковой дивизии, 3-го гвардейского стрелкового корпуса, 28-й армии, воевал на 3-м Белорусском фронте, принимал участие во всех наступательных операциях своего полка и дивизии.
26 августа 1944 года младший сержант В. М. Лысак под огнём противника переправился через реку Западный Буг в районе западной окраины города Вышкув (Польша) и, скрытно действуя, в течение дня уничтожил свыше десяти гитлеровцев. За это 1 сентября 1944 года Указом Президиума Верховного Совета СССР  В. М. Лысакбыл награждён  Орденом Славы 3-й степени.
22 октября 1944 года младший сержант  В. М. Лысак в бою за железнодорожную станцию в районе западнее города Шталлупёнен одним из первых ворвался на позицию противника и в короткой схватке уничтожил семь и взял в плен двух гитлеровцев. 1 ноября 1944 года Указом Президиума Верховного Совета СССР  В. М. Лысак был награждён Орденом Славы 3-й степени. 30 ноября 1977 года Указом Президиума Верховного Совета СССР  В. М. Лысак был перенаграждён Орденом Славы 1-й степени.
14 января 1945 года сержант  В. М. Лысак при овладении опорным пунктом западнее города Шталлупёнен на территории Восточной Пруссии из автомата истребил свыше десяти солдат и гранатой подавил вражеский пулемёт. 2 февраля 1945 года Указом Президиума Верховного Совета СССР В. М. Лысак был награждён Орденом Славы 2-й степени.
30 января 1945 года в бою был тяжело ранен. С 1945 года сержант  В. М. Лысак был демобилизован из Советской армии. В 1970 году окончил сельскохозяйственную академию, работал инженером в совхозе Киевской области. Жил в селе Коржи.  Умер 5 июня 1997 года в с. Перемога, Киевская область Украина.

## Награды
- Орден Славы I степени (1977)
- Орден Славы II степени (1945)
- Орден Славы III степени (1944)
- Орден Отечественной войны I степени (1985)